# 中华人民共和国国务院总理
中华人民共和国国务院总理，简称国务院总理或总理，是中华人民共和国国家行政机关国务院（中央人民政府）的负责人，是国家的最高行政长官，对外作为政府首脑代表中华人民共和国政府。国务院总理全面领导国务院的工作，召集、主持国务院常务会议、国务院全体会议，可以签署、公布国务院令。其职权主要来源于宪法、《国务院组织法》赋予其的权力。中华人民共和国的政体是人民代表大会制度，国务院即中央人民政府，直接向全国人民代表大会、其常务委员会負責。国务院总理每届任期为5年，1982年后宪法规定连续任职不得超过两届。在中华人民共和国公务员体制中，国务院总理属於行政级别最高的第一级，为国家级正职。历任国务院总理全部由中共中央政治局常委担任，一般党内排名仅次于中共中央主要负责人。

## 历史
根据职责定位，国务院总理职位的前身是中华人民共和国中央人民政府主席（此前的政务院总理职位并不是政府首脑）。国务院总理通常由执政党中国共产党的中央政治局常委及其以上官员担任。总理负责政府政策执行的具体技术细节。在理论上为议会制的中国，国务院总理的重要程度强于一些总统制和半总统制国家的总理。
在中国共产党内，总理曾经是作为确定新一届中共中央政治局常委成员的过程的一部分，在现任和退休中共中央政治局委员的审议下选出的。根据这一非正式程序，近40余年来，未来的总理人选几乎都会首先被任命为副总理以熟悉适应国务院工作，随后在下一次的领导层更替中正式当选为新任总理。迄今为止除中华人民共和国政府首任总理周恩来外，仅第八任总理李强未担任过副总理而直接被任命为总理（但李强曾出任过省级地方政府首长，即浙江省人民政府省长）。

## 职权
根据《中华人民共和国宪法》规定，国务院总理有以下职权：
- 总理全面领导国务院工作，总理代表国务院对全国人大及其常委会负责[6]；
- 国务院副总理、国务委员协助总理工作，并与国务院秘书长、各部部长、各委员会主任、中国人民银行行长、审计署审计长一起对总理负责[7]；
- 国务院工作中的重大问题，总理具有最后决策权；
- 总理有权向全国人大及其常委会提出国务院副总理、国务委员、各部部长、各委员会主任、中国人民银行行长、审计署审计长、国务院秘书长的任免人选。
- 国务院发布的决定、命令和行政法规，向全国人大及其常委会提出的议案，任免行政人员，须由总理签署，才具法律效力。
- 总理出国访问期间，由负责常务工作的副总理代行总理职务。
- 总理召集和主持国务院全体会议。会议一般讨论重大问题或涉及众多部门的重大事项，全体会议一般每一季度或每半年召开一次。
- 总理召集和主持国务院常务会议。会议讨论国务院工作中的重要事项，讨论提请全国人大常委会的议案，国务院准备发布的行政法规，各部门、各地方请示国务院的重大事项等。会议一般每周召开一次。
- 总理可用自己名义发布国务院令，用来颁布和废止行政法规、任免特别行政区行政长官、启动及解除戒严等。
- 总理根据中华人民共和国国务院组织法第七条在国务院工作中的重大问题中，必须经国务院常务会议或者国务院全体会议讨论决定，例如决定省、自治区、直辖市的范围内部分地区进入紧急状态[註 2][註 3]。

## 任免程序
- 程序上，国务院总理由国家主席提名，交由全国人民代表大会全体投票通过，再由国家主席根据全国人大的决定任命。
- 只有全国人民代表大会全体会议有权力罢免国务院总理[8]。国家主席根据全国人民代表大会的决定，免去总理的职务。[9]
- “文化大革命”期间的《七五宪法》和《七八宪法》废除了国家主席的职位，改由中国共产党中央委员会提名总理的人选。

## 誓词
依據《中華人民共和國憲法》第二十七條規定，中華人民共和國國務院總理應進行憲法宣誓方得就任。宣誓詞內容如下：
|  | 我宣誓：忠于中华人民共和国宪法，维护宪法权威，履行法定职责，忠于祖国、忠于人民，恪尽职守、廉洁奉公，接受人民监督，为建设富强民主文明和谐美丽的社会主义现代化强国努力奋斗！ |

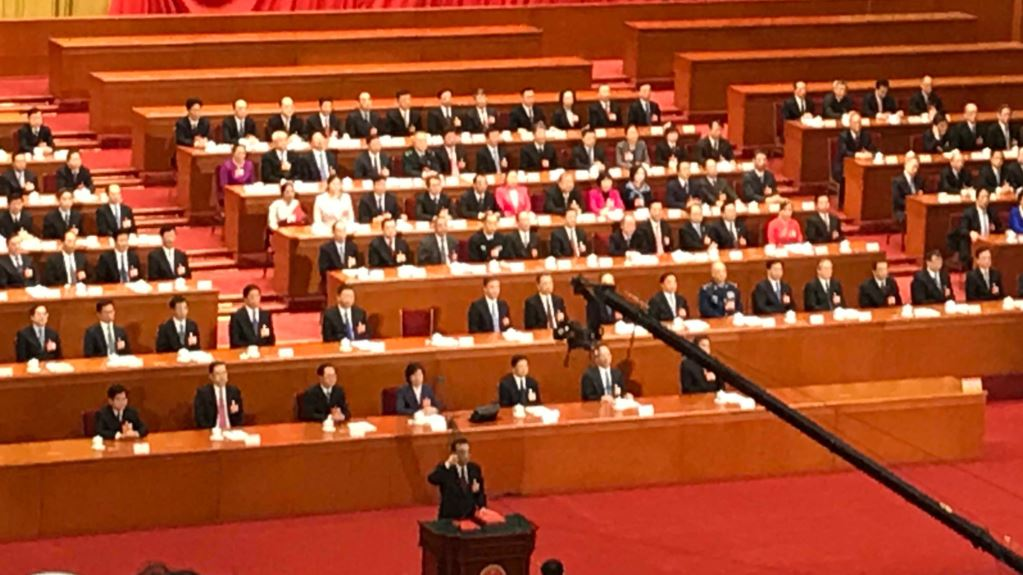
2018年3月，李克强被任命为新一届国务院总理后，公开对宪法宣誓。

## 党内排名

### 政治排名
由于历任国务院总理皆由中共中央政治局常委担任，因此政治排名都位于最前列。周恩来担任总理时，党内地位长期位处第二或第三位。华国锋担任总理时，由于身兼中共中央主席，是一把手，党内排名第一。赵紫阳担任总理时，在中共十一届五中全会至中共十二大之间排名为第七，中共十二届一中全会后赵紫阳在中央政治局常委会的排名为第四位，比国家主席李先念靠前，1985年叶剑英退休后赵紫阳在中共中央政治局常委的排名升至第三。李鹏出任总理时期，是排名第二的中共中央政治局常委，仅次于中共中央总书记赵紫阳和江泽民。在第九至十一届国务院（1998年－2013年），朱镕基和温家宝两位总理因为资历关系，在中共中央政治局常委排名中位于全国人大常委会委员长之后。到了李克强担任总理后，排名重新升至第二位，恢复李鹏时期的排名。2023年李强担任国务院总理后，排名依旧维持在第二位。

## 历任总理
| 任次       | 届次       | 肖像          | 姓名       | 任期始于       | 任期终于                      | 国家元首      | 所属政党   |
| 政务院總理 | 政务院總理 | 政务院總理    | 政务院總理 | 政务院總理     | 政务院總理                    | 政务院總理    | 政务院總理 |
| ---------- | ---------- | ------------- | ---------- | -------------- | ----------------------------- | ------------- | ---------- |
| 1          | 1          |               | 周恩来     | 1949年10月1日  | 1954年9月27日                 | 毛泽东        | 中国共产党 |
| 国务院总理 |            |               |            |                |                               |               |            |
| 1          | 1          |               | 周恩来     | 1954年9月27日  | 1959年4月27日                 | 毛泽东        | 中国共产党 |
| 1          | 2          | 1959年4月27日 | 周恩来     | 1965年1月4日   | 刘少奇                        |               | 中国共产党 |
| 1          | 3          | 1965年1月4日  | 周恩来     | 1975年1月17日  | 刘少奇 → 董必武（国家代主席） |               | 中国共产党 |
| 1          | 4          | 1975年1月17日 | 周恩来     | 1976年1月8日   | 朱德                          |               | 中国共产党 |
| 2          | 4          |               | 华国锋     | 1976年2月2日   | 1976年4月7日                  | 朱德          | 中国共产党 |
| 2          | 4          | 1976年4月7日  | 华国锋     | 1978年3月5日   |                               | 朱德          | 中国共产党 |
| 2          | 5          | 1978年3月5日  | 华国锋     | 1980年9月10日  | 叶剑英                        |               | 中国共产党 |
| 3          | 5          |               | 赵紫阳     | 1980年9月10日  | 叶剑英                        | 1983年6月18日 | 中国共产党 |
| 3          | 6          | 1983年6月18日 | 赵紫阳     | 1987年11月24日 | 李先念                        |               | 中国共产党 |
| 4          | 6          |               | 李鹏       | 1987年11月24日 | 李先念                        | 1988年4月13日 | 中国共产党 |
| 4          | 7          | 1988年4月13日 | 李鹏       | 1993年3月31日  | 杨尚昆                        |               | 中国共产党 |
| 4          | 8          | 1993年3月31日 | 李鹏       | 1998年3月17日  | 江泽民                        |               | 中国共产党 |
| 5          | 9          |               | 朱镕基     | 1998年3月17日  | 江泽民                        | 2003年3月16日 | 中国共产党 |
| 6          | 10         |               | 温家宝     | 2003年3月16日  | 2008年3月16日                 | 胡锦涛        | 中国共产党 |
| 6          | 11         | 2008年3月16日 | 温家宝     | 2013年3月15日  |                               | 胡锦涛        | 中国共产党 |
| 7          | 12         |               | 李克强     | 2013年3月15日  | 2018年3月18日                 | 习近平        | 中国共产党 |
| 7          | 13         | 2018年3月18日 | 李克强     | 2023年3月11日  |                               | 习近平        | 中国共产党 |
| 8          | 14         |               | 李强       | 2023年3月11日  | 现任                          | 习近平        | 中国共产党 |

## 在世前任总理
截至2025年7月，历任国务院总理中有2位仍在世：
| 姓名   | 任期           | 出生日期与年龄 |
| ------ | -------------- | -------------- |
| 朱镕基 | 1998年－2003年 | 1928年10月23日 |
| 温家宝 | 2003年－2013年 | 1942年9月15日  |

最近一位去世的前總理是李克强，於2023年10月27日去世，享年68歲。